# Creation Is Crucifixion
Creation Is Crucifixion est un groupe américain de metalcore, originaire de Pittsburgh, en Pennsylvanie.

## Histoire
Le groupe est formé en 1995 à Pittsburgh, en Pennsylvanie. Le groupe est formé à l'origine sous le nom de Chapter, mais change de nom pour Creation Is Crucifixion en 1997. Le groupe est connu pour son son complexe, qui varie du bruit ambiant à des morceaux plus complexes. Scott Mellinger est membre du groupe de punk hardcore Zao. Michael Laughlin était auparavant le batteur du groupe de deathgrind Cattle Decapitation.
Les membres du groupe forment Hactivist Media en 2001 pour publier les enregistrements et les expériences du groupe. Cet événement marque une étape dans l'évolution du groupe qui devient de plus en plus politique avec la sortie de l'album Child as Audience en 2001, qui comprenait un grand livret imprimé en plusieurs langues qui théorisait l'utilisation de la technologie comme subversion (en se concentrant sur la reprogrammation des jeux vidéo pour enfants). Le groupe a également expérimenté divers formats en publiant des compositions sur des disques 3,5 pouces par l'intermédiaire de l'organisation. Cette même année, le groupe joue au Freedom Auto de Denver, dans le Colorado. Creation Is Crucifixion devient inactif en 2002. Un nouvel album est en préparation sur Robotic Empire, mais la sortie subit de nombreux retards pour finalement ne jamais sortir.
Le groupe revient brièvement en 2015, faisant une apparition au King of the Monsters' 20th Anniversary Festival. En 2016, ils publient la compilation Antenna Builder + Rerecorded Splits / Live In Geneva avant de cesser à nouveau leurs activités.

## Style musical et thèmes
Exclaim! considère Creation Is Crucifixion comme un groupe de tech-grind. Pour Noisecreep, le groupe, tout comme Zao, est anti-religieux. Les thèmes des paroles traitent souvent de la technologie et de diverses fonctions de la société, telles que la politique et la religion.

## Discographie
- 1998 : Dethrone or Devour (EP, King of the Monsters Records)
- 1998 : Descent from Heaven (EP)
- 1998 : In_Silico (album, King of the Monsters Records)
- 1998 : Creation Is Crucifixion / Fate of Icarus (split avec Fate of Icarus, Willowtip Records)
- 1999 : Suicide Nation / Creation is Crucifixion (split avec Suicide Nation, Cyberdine243 Records)
- 1999 : Battle to the Death (split avec Unruh, Willowtip Records)
- 1999 : Automata (EP, Cyberdine243 Records)
- 2000 : Euro Tour EP (EP, Willowtip Records)
- 2001 : Splits Collection (EP, Willowtip Records)
- 2001 : Child as Audience (EP, Hactivist Media)
- 2001 : Destructivist (album, Hactivist Media)
- 2001 : Laboratory Series Volume 1 (split avec UUM, Hactivist Media)
- 2001 : Broadcast No.1 (album live, Hactivist Media)
- 2016 : Antenna Builder + Rerecorded Splits / Live In Geneva